# Ricardo Quaresma
Pour les articles homonymes, voir Quaresma.
Ricardo Quaresma, de son nom complet Ricardo Andrade Quaresma Bernardo, né le 26 septembre 1983 à Lisbonne, est un footballeur international portugais jouant au poste d'ailier.
Après avoir commencé sa carrière au Sporting CP, il a par la suite porté les couleurs du FC Barcelone, du FC Porto, de l'Inter Milan, du Beşiktaş JK ou encore de Chelsea.
Souvent comparé à Cristiano Ronaldo plus jeune, il peine cependant à confirmer. À l'aise techniquement, il utilise régulièrement l'extérieur de son pied pour marquer des buts, devenant son geste fétiche au fil du temps.

## Biographie

### Formation et débuts au Sporting (1997-2003)
C'est en 1997 que Ricardo Quaresma intègre le centre de formation du Sporting CP, l'Academia. En même temps que Cristiano Ronaldo. Son talent est indéniable. Lors de la saison 2000-2001, il joue pour l'équipe B du Sporting. Champion d'Europe des moins de 17 ans avec le Portugal et élu meilleur joueur de l'Euro des moins de 17 ans.
En 2001, Quaresma est intégré par son entraîneur dans l'équipe première du Sporting Club du Portugal, l'un des trois grands clubs du pays. Il fait ses débuts face à Porto. Pour sa première saison, il confirme tout son talent, et devient un joueur important dans l'équipe qui réussit le doublé coupe et championnat. Lors de la saison 2002-2003, le Portugais explose un peu plus, l'équipe termine troisième. Les supporters sont déçus que Laszlo Boloni ne fasse pas jouer Ronaldo et Quaresma ensemble, les deux joueurs jouant au même poste. Finalement, lors du mercato estival, le FC Barcelone s'intéresse à Quaresma.

### Premier exil raté au FC Barcelone (2003-2004)
En juillet 2003, Quaresma est transféré au FC Barcelone pour 6,4 millions d'euros. Il réussit ses débuts avec Ronaldinho face au Milan AC en amical, où il inscrit un but. La suite est plus compliquée. Le 1er février 2004, lors d'une victoire 5-0 face à Albacete, Quaresma inscrit son premier but officiel d'une frappe à l'entrée de la surface de réparation après avoir éliminé un défenseur. Durant la saison 2003-2004, il joue 28 matchs au Barça, ne s'imposant pas et ne marquant qu'un seul but. À la fin de la saison, Quaresma est annoncé sur le départ.
Au cours de l'Euro 2004, Quaresma annonce ne plus vouloir jouer à Barcelone tant que Frank Rijkaard est à la tête de l'équipe[réf. nécessaire].

### Confirmation au FC Porto (2004-2008)
Après un court passage au FC Barcelone, il quitte les « Blaugrana » et rejoint le FC Porto où il remplace Deco qui lui, part pour le FC Barcelone. Dès son premier match, en août 2004 en Supercoupe du Portugal, il inscrit le seul but face au rival lisboète, le Benfica Lisbonne. Lors de cette saison, le FC Porto remporte la Coupe intercontinentale face au Once Caldas. Et Quaresma boucle une saison très correcte.
La saison suivante, le Portugais devient un élément incontournable de son équipe, il remporte avec son club la SuperLiga, performance rééditée l'année suivante. En 2006 lors de l'Euro Espoirs, Quaresma et ses coéquipiers se font éliminer dès la phase de poule alors que le Portugal est le pays-hôte. En 2006-2007, il réalise avec Porto sa meilleure saison en Ligue des champions en étant battu face au Chelsea FC en 8e de finale sur le score de 3-2 sur les deux matchs. Il quitte le club en ayant marqué 30 buts et délivré 41 passes décisives laissant un bon souvenir aux supporters de Porto.

### Deux saisons sans but à l'Inter et Chelsea (2008-2010)

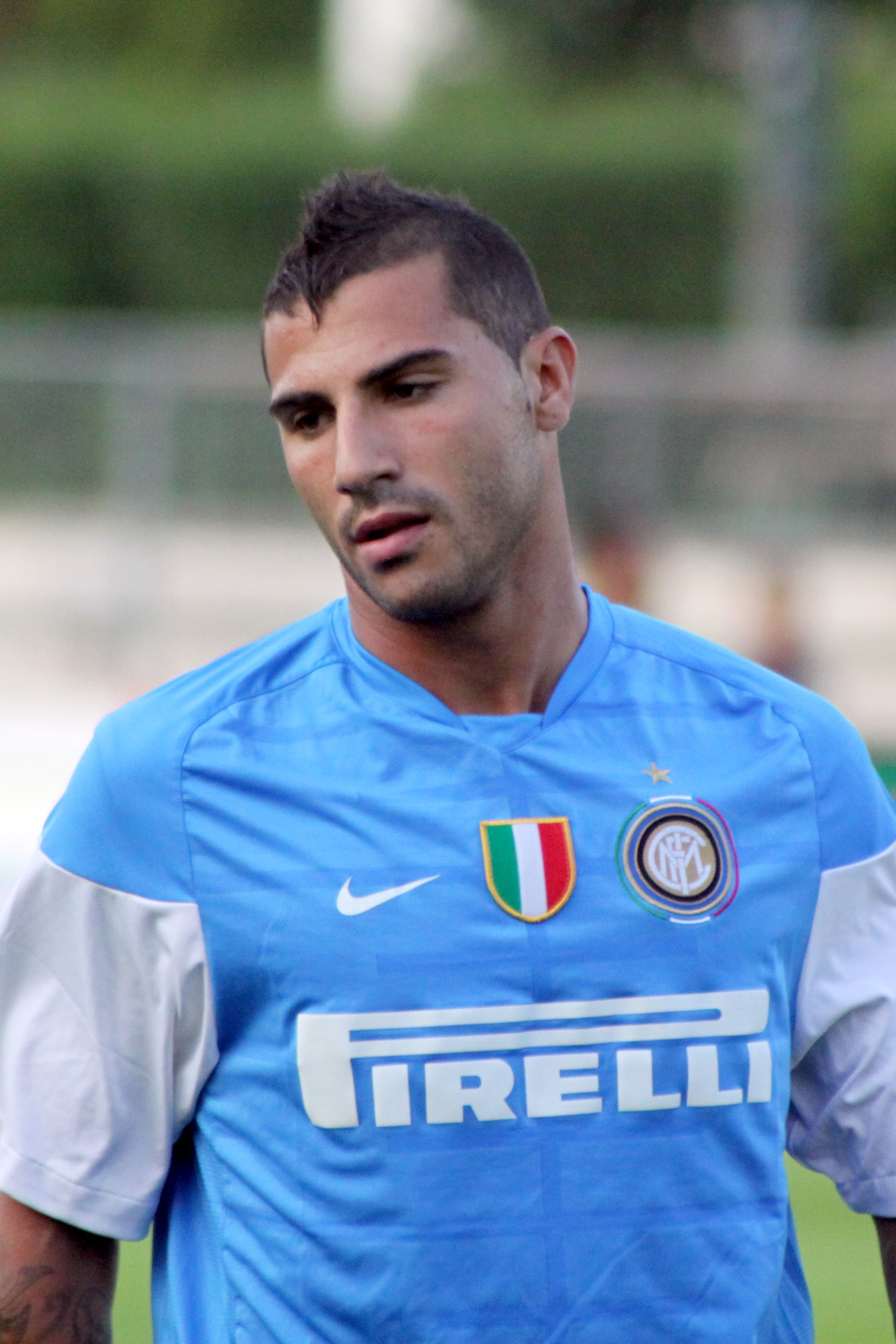
Ricardo Quaresma sous les couleurs de l'Inter de Milan.

L'Inter de Milan a réussi à obtenir Quaresma en échange de 18,6 millions d'euros et d'un jeune milieu de terrain, Vitor Pelé. La venue de Ricardo Quaresma était souhaitée par José Mourinho dès sa prise de fonction en tant qu'entraîneur à l'Inter.
Avec ses nouvelles couleurs, Quaresma marque son premier et unique but contre Catane, lors de la 2e journée de Serie A.
En décembre 2008, après quatre mois très décevants passés à l'Inter, Quaresma est élu « Bidon d'or » du Calcio (prix qui récompense l'espoir le plus décevant du championnat). José Mourinho le titularise de plus en plus rarement et le 2 février 2009, Quaresma, incapable de s'imposer, est prêté jusqu'à la fin de la saison au club de Chelsea (José Mourinho l'ayant préalablement écarté de sa liste pour la Ligue des champions).
Voulant regagner de la confiance, Quaresma retrouvera un peu de temps de jeu à Chelsea sous le numéro 18. Le Portugais déclare même ne pas vouloir retourner à Milan : « Quand j'étais à l'Inter, je n'avais plus confiance en moi. Je ne jouais pas bien et je n'étais pas heureux. À Chelsea, au contraire, je me sens plus sûr de moi, j'ai retrouvé la joie que je n'avais plus. J'ai retrouvé l'envie de jouer ». Ricardo Quaresma a aussi déclaré être reconnaissant envers Scolari de l'avoir fait venir ici. Quaresma inscrit deux buts avec le club londonien. Malgré tout, il peine à retrouver son véritable niveau de jeu et ne fait toujours pas partie des feuilles de matchs. Malgré un souhait de rester à Chelsea, José Mourinho déclare vouloir récupérer l'ailier portugais. Le Portugais décide donc de retourner à l'Inter après un très court passage chez les Blues.
Lors de la saison 2009-2010, Quaresma revient à l'Inter, José Mourinho veut le réintégrer et lui donner une seconde chance. D'après José Mourinho, l'international portugais a eu une adaptation très difficile à l'Inter, parce qu'il est arrivé trop tard, le championnat était en cours, et il y a eu des choses qui l'ont bloqué. Quaresma lui déclare vouloir exploser en Italie si Mourinho lui donne de nouveau sa chance. Mais de nouveau en manque de temps de jeu, le Portugais est encore annoncé un peu partout, notamment à l'Atlético Madrid en échange de Sergio Aguero, mais cela ne se fera pas. Brouillé avec son entraîneur et ne gagnant toujours pas sa place, Quaresma quitte l'Inter. Le Portugais n'est pas convoqué pour la Coupe du monde 2010, la deuxième fois après 2006. Plus tard, il déclarera ne pas avoir été heureux sous les ordres de José Mourinho : "Je suis venu à l'Inter Milan parce que José Mourinho me voulait, personne d'autre. Je regrettais cela et je me suis mis à moins bien jouer. J'ai vu des vidéos et je ne me reconnaissais pas. Mais si un entraîneur vient te chercher pour ensuite ne pas t'aider quand ça ne va pas, il y a un problème, non ? ". Le Portugais a déclaré être déçu du manque de soutien du Special One.

### Beşiktaş, retour en lumière et conflit (2010-2013)

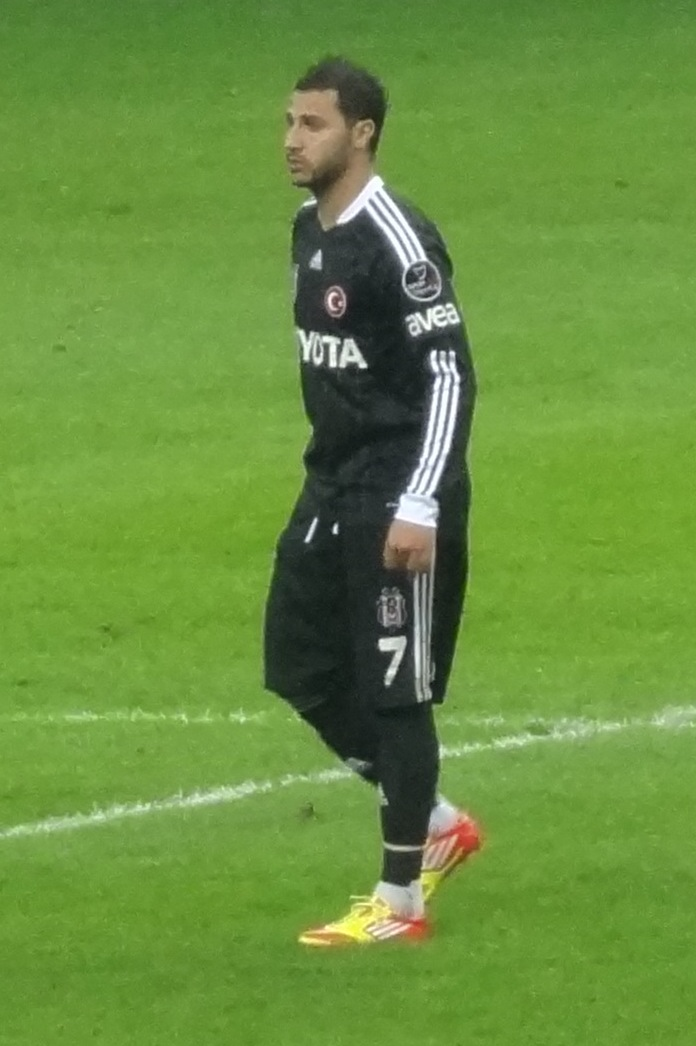
Ricardo Quaresma sous le maillot du Beşiktaş en 2012.

Le 13 juin 2010, le Portugais signe un contrat de 3 ans assorti d'un salaire annuel de 3,5 millions d'euros en faveur du club turc de Beşiktaş, la formation stambouliote acquérant les droits du joueur contre 12 millions d'euros où il retrouve ses compatriotes Manuel Fernandes, Simão Sabrosa et Hugo Almeida. Il marque son premier but avec Beşiktaş lors du match les opposant aux Tchèques du Viktoria Plzeň comptant pour le troisième tour de qualification pour la Ligue Europa.
Sa première saison en Turquie est satisfaisante, il finit l'exercice 2010-2011 avec 11 buts au compteur toutes compétitions confondues et remporte la Coupe de Turquie. Lors de la finale, il marque un but et est élu homme du match[réf. nécessaire].
Mais après une bonne saison, Quaresma semble retomber dans ses travers, moins efficace et moins percutant en début de saison. Le 23 septembre 2011, il tente un coup du foulard mais se rate ; derrière, il est coupable d'une faute volontaire, il écopera d'un second carton jaune synonyme de  carton rouge. Lors de la 24e journée face à Mersin Idman Yurdu alors qu'il était remplaçant, le joueur rentre en deuxième période, il perd un ballon et se rend coupable d'un tacle non contrôlé. Clairement agacé, l'arbitre sort directement le rouge. Très loin au général cette saison, Quaresma rentrera en conflit avec son club concernant son salaire (revu à la baisse), Quaresma n'est pas inscrit en championnat avec Beşiktaş. Le 20 décembre 2012, il résilie son contrat avec Beşiktaş. Il aura inscrit vingt-sept buts avec le club turc.

### Du temps de jeu à Al Ahli (2013)
Quaresma signe le 7 janvier 2013, un contrat de un an et demi avec Al-Ahli Dubaï et porte le numéro 37. Ricardo Quaresma inscrit son premier but dans le Championnat des Émirats contre le club de Dibba Al Fujairah. Le 28 mai 2013, Quaresma remporte la Coupe des Émirats arabes unis. Cependant, l'idylle ne dure qu'une courte durée.

### Retour au FC Porto (2014-2015)
Après avoir résilié son contrat avec le club de Dubaï, il revient en janvier 2014 à Porto en signant un contrat de 2 ans et demi avec le club portugais. Il porte le numéro 7, laissé libre depuis le départ de Juan Manuel Iturbe.
Le 15 janvier 2014, lors de sa première titularisation, il ouvre le score lors du match contre Penafiel en Coupe du Portugal. Le 20 février 2014, à l'occasion de son premier match européen de la saison, en 16èmes de finale de Ligue Europa, il marque un but sublime face aux Allemands de l'Eintracht Francfort. Après avoir récupéré le ballon sur le flanc gauche du terrain, il efface le défenseur adverse avant de déclencher une frappe de l’extérieur de la surface qui tape le poteau opposé avant de se loger dans le but. Le 10 avril 2014, il inscrit un but face au FC Séville, mais Porto s'incline et se fait éliminer aux portes des demi-finales (4-2 sur l'ensemble des 2 matchs).
Absent pour la troisième fois d'un mondial, Ricardo Quaresma réalise un très bon début de saison avec Porto, il inscrit deux buts en huit matchs et réalise de bonnes prestations. Il retrouve alors la sélection portugaise le 3 octobre 2014. Le 21 octobre 2014, il inscrit le but du 2-1 contre l'Athletic Bilbao en Ligue des champions et offre la victoire à Porto sur son unique but en phase de poules. Il inscrira par la suite deux buts en quarts de finale aller face au Bayern Munich.
Il déclare lors d'une interview être amoureux du FC Porto : "Mon admiration pour ce club ne cesse de grandir depuis que je l'ai intégré". Actuellement Quaresma déclare être revenu à Porto pour y finir sa carrière mais aussi pour y gagner beaucoup de titres avant cela : "À mon retour à Porto, tout le monde disait que j'étais fini et que je ne pouvais plus jouer comme avant, que je n'étais plus décisif, entre autres. Je leur ai prouvé le contraire, je suis toujours là, capable de donner un plus au club ainsi qu'à ma sélection nationale.". Silvestre Varela  déclare  alors qu'il  est le meilleur joueur qu'il a connu au FC Porto.

### Retour au Beşiktaş (2015-2019)
Il fait son retour au club de Beşiktaş en juillet 2015. Le montant total du transfert n'est alors pas dévoilé. Il s'impose réellement dans le club turc, régalant l'exigeant public de la Vodafone Arena par ses coups du foulard, ses extérieurs du pied et ses buts. Il dispute près de cinquante matchs dans chacune de ses deux premières saisons. Fin août 2019, son contrat avec le club stambouliote est résilié.

### Kasımpaşa SK (2019-2020)
Libre de tout contrat, Quaresma signe au Kasımpaşa SK le 29 août 2019 pour une saison, plus une optionnelle. Le 29 juillet 2020, le club a annoncé la fin de l'aventure commune, à l'issue du contrat qui liait les deux parties. Cette saison, il a inscrit 4 buts en 26 apparitions en championnat.

### Vitória Guimarães (2020-2022)
Le 7 septembre 2020, Quaresma est annoncé au Vitória Guimarães, sur un transfert gratuit, pour un contrat le liant au club pour deux saisons, plus une saison d'optionnelle, venu du club turc du Kasımpaşa SK, après avoir résilié avec le club d'Istanbul.
Quaresma fait ses débuts le 18 septembre en remplaçant Marcus Edwards contre Belenenses lors de la première journée de Primeira Liga (défaite 0-1). Le 21 décembre 2020, il marque son premier but sous ses nouvelles couleurs contre l'équipe du CD Santa Clara.
Il prend sa retraite en 2022 en rompant son contrat avec le Vitória Guimarães

### Sélection (2003-2018)
Ricardo Quaresma joue dans toutes les catégories de jeunes de la Selecção. En 2000, il remporte avec la Selecção son premier titre, le Champion d'Europe des moins de 17 ans (victoire 2-1 face à la République tchèque). En 2002, alors qu'il est un des grands espoirs du football portugais, le sélectionneur songe à l'amener à la Coupe du monde 2002 ce qui suscite une vive polémique.
Il doit attendre juin 2003 pour connaître sa première convocation en équipe nationale face à la Bolivie (4-1). Il rate ensuite une possible participation à l'Euro 2004 à cause d'une blessure contractée avec le FC Barcelone face à l'Espanyol. Blessé pendant trois mois, il va notamment rater les Jeux olympiques d'été de 2004 en Grèce (où tous les autres de sa génération étaient présents : Cristiano Ronaldo, Raúl Meireles, Tiago, Bruno Alves, Ricardo Costa, Hélder Postiga, Hugo Viana, Bosingwa).

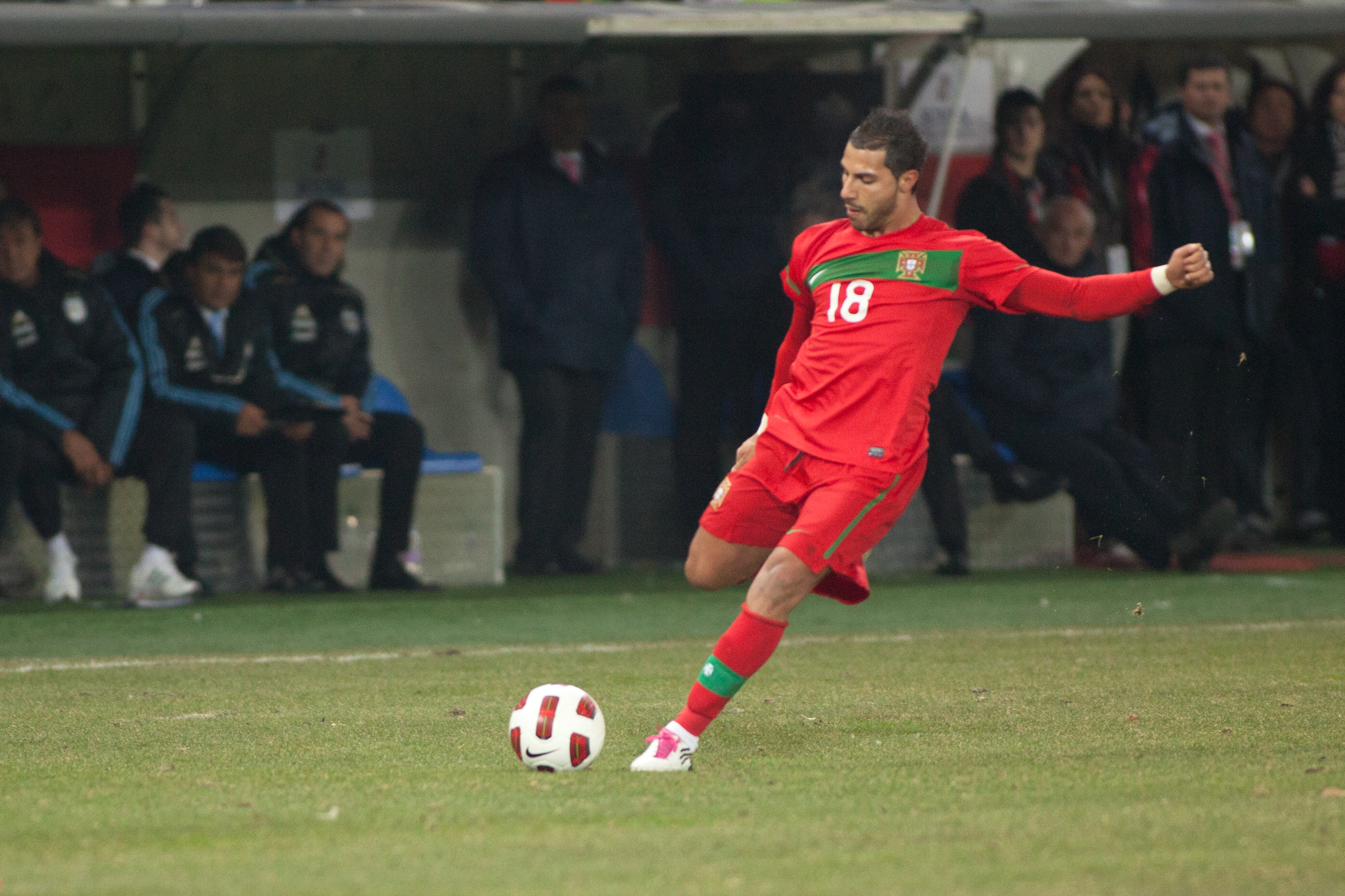
Quaresma en sélection contre l'Argentine en 2011.

Le sélectionneur Scolari ne le prend pas dans le groupe qui va disputer le Mondial 2006 alors qu'il vient d'être élu meilleur joueur du championnat portugais la même année. Ricardo dispute alors avec l'Équipe espoirs du Portugal l'Euro 2006 Espoirs. 
Quaresma dispute sa première compétition internationale lors de l'Euro 2008 dans laquelle il inscrit un but dans le temps additionnel face à la Tchéquie au premier tour. 
À la suite de son absence en sélection, le président du FC Porto et le sélectionneur s'attaquent mutuellement dans la presse. Ricardo Quaresma n'est également pas présent en Afrique du Sud.
Le 30 août 2010, Ricardo est reconvoqué en sélection puis le 3 février 2011, il est appelé en sélection pour le match Portugal – Argentine à Genève.
Le 14 mai 2012, il fait partie des 23 joueurs sélectionnés pour participer à l'Euro 2012. Il n'y fera cependant aucune apparition.
Le 12 mai 2014, il est pré-sélectionné pour participer à la Coupe du monde 2014, mais il ne fera finalement pas partie du voyage. Le 3 octobre 2014, il est de retour en sélection pour affronter l'Équipe de France et le Danemark. Le 11 octobre 2014, Quaresma inscrit un but sur penalty contre la France en match amical après avoir remplacé Nani, le Portugal s'incline sur le score de 2-1. Le 14 octobre 2014 face au Danemark, il confirme bien sa bonne prestation face à la France en délivrant une passe décisive à son partenaire Cristiano Ronaldo en fin de match. Ronaldo s'est exprimé après le match au sujet de Quaresma : « Ça me manquait de jouer avec Quaresma. C'est un joueur important avec lequel j'ai déjà joué et il a fait un bon centre ».
Il est de nouveau décisif face à l'Argentine, à la 90e minute ; il offre une passe décisive à son coéquipier Raphael Guerreiro pour le 1-0.
Le 18 mai 2016, il fait partie des 23 joueurs sélectionnés pour participer à l'Euro 2016. Le 8 juin 2016, Ricardo Quaresma est impliqué sur cinq des sept buts lusitaniens au cours du dernier match de préparation du Portugal à l'Euro 2016, et qui termine sa préparation de la meilleure des manières grâce à une large victoire contre l'Estonie (7-0). Le 25 juin 2016, durant l'Euro 2016, il marque l'unique but de victoire contre la Croatie et propulse le Portugal en quart de finale de cette compétition. Le 10 juillet 2016, Ricardo Quaresma gagne l'Euro 2016 avec sa sélection après avoir remplacé Cristiano Ronaldo, sorti sur blessure, 1-0 face à la France.
L'année suivante, il dispute la Coupe des Confédérations 2017 dans laquelle le Portugal obtiendra la troisième place. 
Sélectionné pour la Coupe du monde 2018 en Russie,, il participe à trois matchs durant ce tournoi entrant en seconde période contre l'Espagne et l'Uruguay. Lors du dernier match de poule contre l'Iran, il est titulaire et inscrit le premier but du match (1-1) d'une frappe de l'extérieur du pied droit hors de la surface. Ce geste technique, qui est sa spécialité, permet au Portugal d'obtenir le nul contre l'Iran et de se qualifier pour les huitièmes de finale en terminant deuxième du groupe B derrière l'Espagne, à la différence de but. 

## Style de jeu
Très à l'aise de son pied gauche, Quaresma a aussi une grande aisance quant à l'utilisation de l'extérieur de son pied droit. Il est d'ailleurs un grand spécialiste de la Trivela, une technique de frappe incurvée à l'aide de l'extérieur du pied, très agile au coup du foulard (appelée Rabona). Il est considéré comme le joueur avec le meilleur extérieur du pied.
Sa qualité de passe courte ou sur les centres est elle aussi remarquable. Quaresma ayant délivré plus de cent passes décisives en carrière, il est souvent décrit comme un joueur à la vista bien au-dessus de la moyenne.
Bénéficiant d'une grande aisance technique, il est capable de jouer à plusieurs postes de l'attaque tels qu'ailier ou milieu offensif.

## Statistiques

### Générales
| Saison                | Club                  | Championnat           | Championnat | Championnat | Championnat | Coupe nationale | Coupe nationale | Coupe nationale | Coupe de la Ligue | Coupe de la Ligue | Coupe de la Ligue | Supercoupe | Supercoupe | Supercoupe | Compétition(s) continentale(s) | Compétition(s) continentale(s) | Compétition(s) continentale(s) | Compétition(s) continentale(s) | Supercoupe UEFA | Supercoupe UEFA | Supercoupe UEFA | Coupe Intercontinentale | Coupe Intercontinentale | Coupe Intercontinentale | Portugal | Portugal | Portugal | Total | Total | Total |
| Saison                | Club                  | Division              | M.          | B.          | P.d.        | M.              | B.              | P.d.            | M.                | B.                | P.d.              | M.         | B.         | P.d.       | Comp.                          | M.                             | B.                             | P.d.                           | M.              | B.              | P.d.            | M.                      | B.                      | P.d.                    | M.       | B.       | P.d.     | M.    | B.    | P.d.  |
| 2001-2002             | Sporting CP           | Primeira Liga         | 28          | 3           | 5           | 6               | 2               | -               | -                 | -                 | -                 | -          | -          | -          | C3                             | 2                              | 0                              | 1                              | -               | -               | -               | -                       | -                       | -                       | -        | -        | -        | 36    | 5     | 6     |
| 2002-2003             | Sporting CP           | Primeira Liga         | 31          | 5           | 7           | 2               | 0               | -               | -                 | -                 | -                 | 1          | 0          | 1          | C1+C3                          | 2+2                            | 0                              | 0                              | -               | -               | -               | -                       | -                       | -                       | 1        | 0        | 0        | 39    | 5     | 8     |
| Sous-total            | Sous-total            | Sous-total            | 59          | 8           | 12          | 8               | 2               | -               | -                 | -                 | -                 | 1          | 0          | 1          | -                              | 6                              | 0                              | 1                              | -               | -               | -               | -                       | -                       | -                       | 1        | 0        | 0        | 75    | 10    | 14    |
| 2003-2004             | FC Barcelone          | Primera División      | 22          | 1           | 1           | 2               | 0               | -               | -                 | -                 | -                 | -          | -          | -          | C3                             | 4                              | 0                              | 1                              | -               | -               | -               | -                       | -                       | -                       | -        | -        | -        | 28    | 1     | 2     |
| Sous-total            | Sous-total            | Sous-total            | 22          | 1           | 1           | 2               | 0               | -               | -                 | -                 | -                 | -          | -          | -          | -                              | 4                              | 0                              | 1                              | -               | -               | -               | -                       | -                       | -                       | -        | -        | -        | 28    | 1     | 2     |
| 2004-2005             | FC Porto              | Primeira Liga         | 32          | 5           | 9           | 1               | 0               | -               | -                 | -                 | -                 | 1          | 1          | 0          | C1                             | 8                              | 0                              | 1                              | 1               | 1               | 0               | 1                       | 0                       | 0                       | 2        | 0        | 0        | 46    | 7     | 10    |
| 2005-2006             | FC Porto              | Primeira Liga         | 29          | 5           | 10          | 4               | 0               | -               | -                 | -                 | -                 | -          | -          | -          | C1                             | 6                              | 0                              | 1                              | -               | -               | -               | -                       | -                       | -                       | 2        | 0        | 0        | 41    | 5     | 11    |
| 2006-2007             | FC Porto              | Primeira Liga         | 26          | 6           | 16          | 1               | 0               | -               | -                 | -                 | -                 | 1          | 0          | 0          | C1                             | 8                              | 2                              | 1                              | -               | -               | -               | -                       | -                       | -                       | 6        | 1        | 1        | 42    | 9     | 18    |
| 2007-2008             | FC Porto              | Primeira Liga         | 27          | 8           | 8           | 3               | 1               | -               | -                 | -                 | -                 | 1          | 0          | 0          | C1                             | 8                              | 2                              | 1                              | -               | -               | -               | -                       | -                       | -                       | 12       | 2        | 1        | 51    | 13    | 10    |
| Sous-total            | Sous-total            | Sous-total            | 114         | 24          | 43          | 9               | 1               | -               | -                 | -                 | -                 | 3          | 1          | -          | -                              | 30                             | 4                              | 4                              | 1               | 1               | 0               | 1                       | 0                       | 0                       | 22       | 3        | 3        | 180   | 34    | 50    |
| 2008-2009             | Inter Milan           | Serie A               | 13          | 1           | 2           | -               | -               | -               | -                 | -                 | -                 | -          | -          | -          | C1                             | 6                              | 0                              | 0                              | -               | -               | -               | -                       | -                       | -                       | 2        | 0        | 0        | 21    | 1     | 2     |
| 2009-2010             | Inter Milan           | Serie A               | 11          | 0           | 0           | -               | -               | -               | -                 | -                 | -                 | -          | -          | -          | C1                             | 2                              | 0                              | 0                              | -               | -               | -               | -                       | -                       | -                       | -        | -        | -        | 13    | 0     | 0     |
| Sous-total            | Sous-total            | Sous-total            | 24          | 1           | 2           | -               | -               | -               | -                 | -                 | -                 | -          | -          | -          | -                              | 8                              | 0                              | 0                              | -               | -               | -               | -                       | -                       | -                       | 2        | 0        | 0        | 34    | 1     | 2     |
| 2009                  | Chelsea FC (prêt)     | Premier League        | 4           | 0           | 0           | 1               | 0               | 1               | -                 | -                 | -                 | -          | -          | -          | -                              | -                              | -                              | -                              | -               | -               | -               | -                       | -                       | -                       | -        | -        | -        | 5     | 0     | 1     |
| Sous-total            | Sous-total            | Sous-total            | 4           | 0           | 0           | 1               | 0               | 1               | -                 | -                 | -                 | -          | -          | -          | -                              | -                              | -                              | -                              | -               | -               | -               | -                       | -                       | -                       | -        | -        | -        | 5     | 0     | 1     |
| 2010-2011             | Beşiktaş JK           | Süper Lig             | 21          | 3           | 7           | 8               | 3               | 4               | -                 | -                 | -                 | -          | -          | -          | C3                             | 10                             | 5                              | 4                              | -               | -               | -               | -                       | -                       | -                       | 5        | 0        | 1        | 44    | 11    | 16    |
| 2011-2012             | Beşiktaş JK           | Süper Lig             | 25          | 5           | 8           | 1               | 0               | 0               | -                 | -                 | -                 | -          | -          | -          | C3                             | 8                              | 2                              | 3                              | -               | -               | -               | -                       | -                       | -                       | 5        | 0        | 0        | 39    | 7     | 11    |
| 2012                  | Beşiktaş JK           | Süper Lig             | 0           | 0           | 0           | -               | -               | -               | -                 | -                 | -                 | -          | -          | -          | -                              | -                              | -                              | -                              | -               | -               | -               | -                       | -                       | -                       | -        | -        | -        | 0     | 0     | 0     |
| Sous-total            | Sous-total            | Sous-total            | 46          | 8           | 15          | 9               | 3               | 4               | -                 | -                 | -                 | -          | -          | -          | -                              | 18                             | 7                              | 7                              | -               | -               | -               | -                       | -                       | -                       | 10       | 0        | 1        | 83    | 18    | 27    |
| 2013                  | Al-Ahli Dubaï         | D1                    | 10          | 2           | 0           | 1               | 1               | -               | -                 | -                 | -                 | -          | -          | -          | -                              | -                              | -                              | -                              | -               | -               | -               | -                       | -                       | -                       | -        | -        | -        | 11    | 3     | 0     |
| Sous-total            | Sous-total            | Sous-total            | 10          | 2           | 0           | 1               | 1               | -               | -                 | -                 | -                 | -          | -          | -          | -                              | -                              | -                              | -                              | -               | -               | -               | -                       | -                       | -                       | -        | -        | -        | 11    | 3     | 0     |
| 2014                  | FC Porto              | Primeira Liga         | 12          | 4           | 1           | 3               | 1               | 1               | 3                 | 1                 | 0                 | -          | -          | -          | C3                             | 6                              | 3                              | 2                              | -               | -               | -               | -                       | -                       | -                       | -        | -        | -        | 24    | 9     | 4     |
| 2014-2015             | FC Porto              | Primeira Liga         | 30          | 6           | 6           | -               | -               | -               | 3                 | 1                 | 1                 | -          | -          | -          | C1                             | 10                             | 3                              | 0                              | -               | -               | -               | -                       | -                       | -                       | 6        | 1        | 3        | 49    | 11    | 10    |
| Sous-total            | Sous-total            | Sous-total            | 42          | 10          | 7           | 3               | 1               | 1               | 6                 | 2                 | 1                 | -          | -          | -          | -                              | 16                             | 6                              | 2                              | -               | -               | -               | -                       | -                       | -                       | 6        | 1        | 3        | 73    | 20    | 14    |
| 2015-2016             | Beşiktaş JK           | Süper Lig             | 26          | 4           | 6           | 5               | 0               | 0               | -                 | -                 | -                 | -          | -          | -          | C3                             | 6                              | 1                              | 2                              | -               | -               | -               | -                       | -                       | -                       | 16       | 4        | 3        | 53    | 9     | 11    |
| 2016-2017             | Beşiktaş JK           | Süper Lig             | 29          | 2           | 13          | 3               | 1               | 0               | -                 | -                 | -                 | 1          | 0          | 0          | C1+C3                          | 6+5                            | 3+0                            | 2+1                            | -               | -               | -               | -                       | -                       | -                       | 12       | 1        | 5        | 56    | 7     | 21    |
| 2017-2018             | Beşiktaş JK           | Süper Lig             | 26          | 4           | 7           | 4               | 1               | 0               | -                 | -                 | -                 | 1          | 0          | 0          | C1                             | 7                              | 0                              | 3                              | -               | -               | -               | -                       | -                       | -                       | 11       | 1        | 3        | 49    | 6     | 13    |
| 2018-2019             | Beşiktaş JK           | Süper Lig             | 26          | 3           | 11          | -               | -               | -               | -                 | -                 | -                 | -          | -          | -          | C3                             | 8                              | 1                              | 3                              | -               | -               | -               | -                       | -                       | -                       | -        | -        | -        | 34    | 4     | 14    |
| 2019                  | Beşiktaş JK           | Süper Lig             | 1           | 0           | 0           | -               | -               | -               | -                 | -                 | -                 | -          | -          | -          | -                              | -                              | -                              | -                              | -               | -               | -               | -                       | -                       | -                       | -        | -        | -        | 1     | 0     | 0     |
| Sous-total            | Sous-total            | Sous-total            | 108         | 13          | 37          | 12              | 2               | 0               | -                 | -                 | -                 | 2          | 0          | 0          | -                              | 32                             | 5                              | 11                             | -               | -               | -               | -                       | -                       | -                       | 39       | 6        | 11       | 193   | 26    | 59    |
| 2019-2020             | Kasımpaşa SK          | Süper Lig             | 26          | 4           | 0           | -               | -               | -               | -                 | -                 | -                 | -          | -          | -          | -                              | -                              | -                              | -                              | -               | -               | -               | -                       | -                       | -                       | -        | -        | -        | 26    | 4     | 0     |
| Sous-total            | Sous-total            | Sous-total            | 26          | 4           | 0           | -               | -               | -               | -                 | -                 | -                 | -          | -          | -          | -                              | -                              | -                              | -                              | -               | -               | -               | -                       | -                       | -                       | -        | -        | -        | 26    | 4     | 0     |
| 2020-2021             | Vitória Guimarães     | Primeira Liga         | 28          | 4           | 6           | 2               | 0               | 0               | 1                 | 0                 | 0                 | -          | -          | -          | -                              | -                              | -                              | -                              | -               | -               | -               | -                       | -                       | -                       | -        | -        | -        | 31    | 4     | 6     |
| 2021-2022             | Vitória Guimarães     | Primeira Liga         | 23          | 2           | 1           | 2               | 0               | 0               | 1                 | 0                 | 0                 | -          | -          | -          | -                              | -                              | -                              | -                              | -               | -               | -               | -                       | -                       | -                       | -        | -        | -        | 26    | 2     | 1     |
| Sous-total            | Sous-total            | Sous-total            | 51          | 6           | 7           | 4               | 0               | 0               | 2                 | 0                 | 0                 | -          | -          | -          | -                              | -                              | -                              | -                              | -               | -               | -               | -                       | -                       | -                       | -        | -        | -        | 57    | 6     | 7     |
| Total sur la carrière | Total sur la carrière | Total sur la carrière | 506         | 77          | 127         | 49              | 10              | 6               | 8                 | 2                 | 1                 | 6          | 1          | 1          | -                              | 114                            | 22                             | 25                             | 1               | 1               | 0               | 1                       | 0                       | 0                       | 80       | 10       | 18       | 765   | 123   | 178   |

### Buts en sélection
| Buts en sélection de Ricardo Quaresma | Buts en sélection de Ricardo Quaresma | Buts en sélection de Ricardo Quaresma    | Buts en sélection de Ricardo Quaresma | Buts en sélection de Ricardo Quaresma | Buts en sélection de Ricardo Quaresma | Buts en sélection de Ricardo Quaresma |
| #                                     | Date                                  | Lieu                                     | Adversaire                            | Score                                 | Résultats                             | Compétitions                          |
| ------------------------------------- | ------------------------------------- | ---------------------------------------- | ------------------------------------- | ------------------------------------- | ------------------------------------- | ------------------------------------- |
| 1.                                    | 24 mars 2007                          | Estádio Alvalade XXI, Lisbonne, Portugal | Belgique                              | 3-0                                   | 4-0                                   | Éliminatoires Euro 2008               |
| 2.                                    | 6 février 2008                        | Stade du Letzigrund, Zurich, Suisse      | Italie                                | 1-2                                   | 1-3                                   | Match amical                          |
| 3.                                    | 11 juin 2008                          | Stade de Genève, Genève, Suisse          | Tchéquie                              | 3-1                                   | 3-1                                   | Euro 2008                             |
| 4.                                    | 11 octobre 2014                       | Stade de France, Saint-Denis, France     | France                                | 1-2                                   | 1-2                                   | Match amical                          |
| 5.                                    | 29 mai 2016                           | Estádio do Dragão, Porto, Portugal       | Norvège                               | 1-0                                   | 3-0                                   | Match amical                          |
| 6.                                    | 8 juin 2016                           | Estádio da Luz, Lisbonne, Portugal       | Estonie                               | 2-0                                   | 7-0                                   | Match amical                          |
| 7.                                    | 8 juin 2016                           | Estádio da Luz, Lisbonne, Portugal       | Estonie                               | 6-0                                   | 7-0                                   | Match amical                          |
| 8                                     | 25 juin 2016                          | Stade Félix-Bollaert, Lens, France       | Croatie                               | 1-0                                   | 1-0                                   | Euro 2016                             |
| 9.                                    | 18 juin 2017                          | Kazan, Russie                            | Mexique                               | 1-0                                   | 2-2                                   | Coupe des confédérations 2017         |
| 10.                                   | 25 juin 2018                          | Saransk, Russie                          | Iran                                  | 1-0                                   | 1-1                                   | Coupe du monde 2018                   |

## Palmarès

### En club
- Sporting Portugal (3)
  - Championnat du Portugal (1) 
    - Vainqueur : 2002

  - Coupe du Portugal (1)
    - Vainqueur :  2002

  - Supercoupe du Portugal (1) 
    - Vainqueur  :  2002
- FC Porto (5)
  - Championnat du Portugal (3)
    - Vainqueur : 2006, 2007 et 2008

  - Supercoupe du Portugal (1)
    - Vainqueur  :  2006

  - Coupe intercontinentale (1)
    - Vainqueur : 2004
- Inter Milan (4)
  - Serie A
    - Vainqueur : 2009 et 2010

  - Coupe d'Italie (1) 
    - Vainqueur : 2010

  - Ligue des champions de l'UEFA (1) 
    - Vainqueur : 2010
- Besiktas JK (3)
  - Championnat de Turquie (2)
    - Vainqueur : 2016 et en 2017

  - Coupe de Turquie (1) 
    - Vainqueur : 2011
- Al-Ahli Dubaï (2) 
  - Coupe des Émirats arabes unis (1) 
    - Vainqueur : 2013

  - Supercoupe des Émirats arabes unis (1) 
    -       - Vainqueur : 2013

### En sélection nationale
- Portugal (1)
  - Champion d'Europe des Nations (1)
    - Vainqueur : 2016

  - Coupe des Confédérations
    - (3e) :  2017
- Portugal -17 ans
  - Champion d'Europe des moins de 17 ans (1) 
    - Vainqueur : 2000

### Distinctions individuelles
- Élu Bidon d'or en 2008
- Élu meilleur joueur de l'année du FC Porto en 2005
- Élu meilleur footballeur portugais de l'année en 2005, 2006 et 2007
- Élu meilleur joueur du Championnat d'Europe des moins de 17 ans en 2000
- Élu meilleur jeune joueur du Championnat du Portugal en 2005
- Élu meilleur joueur du Championnat du Portugal en 2006

## Vie privée
Il est surnommé « O cigano », ce qui signifie « le tsigane » en portugais. En effet, son père est tsigane, sa mère étant angolaise. Il revendique publiquement plusieurs fois, dès sa jeunesse, son identité tsigane, même si sa naissance et celle de son frère sont difficilement acceptées au début par la communauté paternelle.
Dans une interview, il déclare que dans la vie, il est très ami avec Cristiano Ronaldo et Pepe. Sa relation avec Cristiano Ronaldo est particulière : « Je connais Cristiano depuis tellement longtemps. On a mûri ensemble au Sporting, il a beaucoup progressé et ne cesse de progresser au fil des saisons. En tant qu'ami proche de lui, je suis content de le voir toujours au top. Il est le meilleur dans le monde actuellement, j'espère qu'il le sera toujours. Je suis content d'avoir un joueur exceptionnel comme lui qui représente nous les portugais de la meilleure manière à l'étranger ».
Marié avec une femme qui s'appelle Dafné, ils sont les parents de deux  enfants : Ricardo junior (né en 2013) et Kauana (née le 27 octobre 2015). il a aussi une fille Ariana née en 2010, d'une ancienne relation.